# Воинов, Всеволод Владимирович
Все́волод Влади́мирович Во́инов (1 [13] марта 1880, Санкт-Петербург, Российская империя — 12 ноября 1945, Ленинград, СССР) — русский советский художник, живописец, график, сценограф

, искусствовед, музейный работник, педагог.

## Биография
В 1904 г. окончил естественно-математический факультет Императорского Санкт-Петербургского университета.
В начале 1900-х гг. учился в Рисовальной школе Императорского Общества поощрения художеств. В 1910-х брал уроки живописи у В. И. Денисова. Занимался станковой и прикладной графикой, книжной иллюстрацией, экслибрисом. Обращался к техникам линогравюры, ксилографии, офорта, литографии.
С 1906 года работал как театральный декоратор. Сотрудничал с театрами Музыкальной драмы и В. Ф. Комиссаржевской в Петербурге.
Член объединений «Художественно-артистическая ассоциация» (1912), «Община художников» (1912—1929), «Мир искусства» (1922, 1924), «Шестнадцать» (1922—1927). Член Всероссийского общества поощрения художеств (1928—1929), где возглавлял секцию гравёров.
С 1932 года — член Ленинградского Союза художников.
В 1910—1922 годах являлся сотрудником отдела гравюр и рисунков Эрмитажа, управляющий его делами в 1917—1921 гг., в 1922—1932 годах — хранитель, затем заведующий отделом гравюр и рисунков Русского музея. Именно в Эрмитаже и Русском музее произошло знакомство Воинова с художниками объединения «Мир искусства», когда после Революции они ради заработка были вынуждены искать для себя место службы — Александр Бенуа, Дмитрий Митрохин, Степан Яремич и прочие.
Экспонировал свои работы на Первой государственной свободной выставке произведений искусств (1919), выставке оригинальных рисунков петроградских книжных знаков (1923) в Петрограде, выставках «Гравюра СССР за 10 лет», «Русский рисунок за десять лет Октябрьской революции» (обе — 1927) в Москве, «Графическое искусство в СССР. 1917—1927», «Русская ксилография за 10 лет» (обе — 1927), «Художественный экслибрис» (1928) в Ленинграде, «Художники РСФСР за XV лет» в Ленинграде и Москве (1932—1934), выставках русского искусства в Нью-Йорке, Сент-Луисе, Мемфисе, Новом Орлеане, Лос-Анджелесе, Портленде (1924—1925, передвижная экспозиция), Риге, Винтертуре (1929), 2-й Международной выставке графического искусства во Флоренции (1927), XVI Международной выставке искусств в Венеции (1928), Художественно-кустарной выставке СССР в Нью-Йорке (1929).
Преподавал на полиграфическом факультете ВХУТЕМАСа — Вхутеина (1922—1924), в Ленинградском хореографическом училище (1924—1926), Ленинградском художественно-промышленном техникуме (1932—1934), Ленинградском институте повышения квалификации работников искусств (1933—1937), Лентехфильме (1937—1939).
Воинову принадлежит ряд монографий и статей в петроградских иллюстрированных журналах, посвящённых мастерам современного русского искусства (совместная с Владимиром Дмитриевым монография о Б. Григорьеве; совместная с Михаилом Кузминым монография о Д. Митрохине). Воинов особенно сблизился с Борисом Кустодиевым: немало страниц дневника Всеволода Владимировича посвящены описанию встреч и бесед с ним; в 1925 г. им была опубликована первая монография о Кустодиеве тиражом 2 000 экземпляров. После смерти Кустодиева Воинов спроектировал деревянный резной крест, установленный на могиле покойного в Александро-Невской лавре.
В 1930-е гг. в значительной степени сократил свои выступления в печати как искусствовед, сосредоточившись на собственном графическом творчестве.
Участвовал ополченцем в Великой Отечественной войне, некоторое время работал в штабе.
В 1941 г. уехал вместе с семьёй в эвакуацию в Алма-Ату, где работал театральным художником. Стал художником по костюмам на съёмках кинофильма «Иван Грозный» (1 серия) режиссёра Сергея Эйзенштейна, но в титрах фильма его имя не указано.
В 1945 г. не без затруднений вернулся из эвакуации в Ленинград.
Умер 12 ноября 1945 года от инфаркта в Ленинграде. Похоронен на Волковском кладбище.
Отдел рукописей Русского музея сохраняет обширный документальный архив Воинова, который активно востребован исследователями русского искусства периода 2-й половины XIX — 1-й половины XX века. Здесь же находится и дневник Воинова — «Материалы для художественных монографий», опубликованный лишь в небольших выдержках.